# Pháo đài Cavazos
Pháo đài Cavazos (tiếng Anh: Fort Cavazos) là một căn cứ của Lục quân Hoa Kỳ tại các quận Bell và Coryell, tiểu bang Texas, gần Killeen. Căn cứ tọa lạc nửa đường từ Austin đến Waco, cách hai thành phố vào khoảng 97 kilômét (60 mi). Căn cứ này là trụ sở của Quân đoàn III Bọc thép (III Armored Corps) và Sư đoàn Tây Tập đoàn quân 1 (First Army Division West), cũng như nơi đồn trú của Sư đoàn Kỵ binh số 1, Sư đoàn Kỵ binh số 3, v.v. Căn cứ được đặt tên theo Tướng Richard E. Cavazos, ông là người sinh trưởng ở Texas và chuẩn tướng người Mỹ gốc Latinh đầu tiên trong lịch sử Lục quân Hoa Kỳ. Trước đây, căn cứ được đặt tên Pháo đài Hood (Fort Hood) theo Tướng John Bell Hood của Liên minh miền Nam Hoa Kỳ.
Fort Cavazos cũng là một nơi ấn định cho điều tra dân số (CDP). Năm 2020, dân số của nơi này là 28.295 người.

## Dân số
- Dân số năm 2000: 33.711 người.
- Dân số năm 2010: 29.589 người.
- Dân số năm 2020: 28.295 người.